# Allouez
Allouez é uma vila localizada no estado norte-americano de Wisconsin, no Condado de Brown.

## Demografia
Segundo o censo norte-americano de 2000, a sua população era de 15.443 habitantes. 
Em 2006, foi estimada uma população de 14.837, um decréscimo de 606 (-3.9%).

## Geografia
De acordo com o United States Census Bureau tem uma área de 
13,4 km², dos quais 12,0 km² cobertos por terra e 1,4 km² cobertos por água.

## Localidades na vizinhança
O diagrama seguinte representa as localidades num raio de 12 km ao redor de Allouez. 